# Aeroportul Paris–Le Bourget
Aeroportul Paris–Le Bourget (IATA: LBG, ICAO: LFPB) este un aeroport din Le Bourget, Seine, Île-de-France, Franța metropolitană, Franța ce deservește zona Paris. Aeroportul a fost tranzitat în 2022 de 147.571 de pasageri. A fost deschis în 1919 și numit după zona deservită.
Situat la o altitudine de 66 m, aeroportul dispune de 3 piste. Este operat de Groupe ADP⁠(d).

## Infrastructură

### Piste
Aeroportul dispune de 3 piste: 
- pista 07/25 din beton, cu dimensiunile 3.000 m × 45 m
- pista 03/21 din asfalt, cu dimensiunile 2.665 m × 60 m
- pista 09/27 din asfalt, cu dimensiunile 1.845 m × 45 m